# Густав Шуберт
Густав Шуберт (нім. Gustav Schubert; 11 листопада 1916 — 16 січня 1945) — німецький льотчик-ас штурмової авіації, оберлейтенант люфтваффе (1 вересня 1944). Кавалер Лицарського хреста Залізного хреста з дубовим листям.

## Біографія
В жовтні 1935 року вступив в люфтваффе. В жовтні 1936 року зарахований в 1-у групу 1-ї ескадри пікіруючих бомбардувальників. Учасник Польської кампанії. З літа 1941 року у складі 8-ї ескадрильї своєї ескадри брав участь у Німецько-радянській війні. Відзначився у боях під Орлом, де знищив 32 танки супротивника, 16 мостів і 16 гармат, але був тяжко поранений. На початку 1944 року переведений в 9-у ескадрилью. Його літак був збитий радянською зенітною артилерією і Шуберт загинув.
Всього за час бойових дій здійснив понад 1200 бойових вильотів, під час яких знищив понад 70 танків, 2 канонерки і 3 літаки.

## Нагороди
- Нагрудний знак пілота
- Медаль «За вислугу років у Вермахті» 4-го класу (4 роки)
- Залізний хрест
  - 2-го класу (21 вересня 1939)
  - 1-го класу (22 вересня 1941)
- Почесний Кубок Люфтваффе (30 березня 1942)
- Німецький хрест в золоті (8 вересня 1942)
- Лицарський хрест Залізного хреста з дубовим листям
  - лицарський хрест (22 травня 1943) — за 550 бойових вильотів.
  - дубове листя (№629; 24 жовтня 1944) — за 1089 бойових вильотів.
- Авіаційна планка штурмовика в золоті з підвіскою «1200»